# Claudiu Răducanu
Claudiu Nicu Răducanu (n. 3 decembrie 1976, Craiova, România) este un fost jucător român de fotbal. Și-a început cariera la Clubul Sportiv Școlar Craiova, cunoscând consacrarea la Steaua București, la care a evoluat timp de patru sezoane și de unde s-a transferat în străinătate, la echipa spaniolă Espanyol Barcelona. A mai jucat în România la FC Vaslui și U Cluj. În 2010 a jucat la echipa CE Premià din Liga a VI-a a Spaniei.
În 2017, el s-a aflat în Statele Unite, unde a urmat cursurile unei școli de antrenori.

## Cariera

### Extensiv Craiova
Claudiu Răducanu a început să joace fotbal la Clubul Sportiv Școlar Craiova, de unde a ajuns, în anul 1994, la cea de-a doua echipă a orașului, Extensiv Craiova. La această formație avea să debuteze în Liga I, într-un meci pierdut de Răducanu și compania în fața celor de la Inter Sibiu, scor 0-4. La finalul primului sezon petrecut de Răducanu în Divizia A, echipa sa a retrogradat, iar el a evoluat în următoarele patru sezoane în eșalonul secund din România, marcând 13 goluri, dintre care 10 într-un singur sezon, 1998-1999, la finalul căruia Extensiv avea să promoveze din nou în Liga I. Nu avea să mai stea la Craiova decât o jumătate de sezon, el ajungând la Steaua București.

### Steaua
După un retur în care a reușit să marcheze cinci goluri pentru Steaua București, Răducanu a rămas titular de drept în formația roș-albastră și în sezonul următor, la capătul căruia reușea să câștige primul său titlu de campion al României. În sezonul 2001-2002, Răducanu a marcat și primele sale goluri în cupele europene. Într-un Steaua - FK Sloga Jugomagnat 3-0, meci contând pentru turul 2 preliminar al Ligii Campionilor, Răducanu a marcat primele 2 goluri ale Stelei, primul dintre ele în primul minut de joc. În retur, Răducanu a marcat din nou, iar Steaua a învins cu scorul de 2-1. În ultimul tur preliminar, Steaua a fost învinsă de către Dinamo Kiev (2-4, 1-1), Răducanu nereușind să marcheze niciun gol. Echipa sa a continuat în Cupa UEFA, unde a fost eliminată de formația elvețiană FC St. Gallen, Răducanu reușind să marcheze un gol în egalul insuficient din Ghencea, 1-1, insuficient deoarece Steaua pierduse în tur.
În sezonul 2002-2003, Claudiu Răducanu a reușit să câștige primul titlu de golgheter al Ligii 1, marcând un număr de 21 de goluri. Toată lumea se aștepta la un transfer în străinătate al atacantului stelist, însă acesta avea să rămână, în cele din urmă, la Steaua. Claudiu Răducanu a evoluat și pentru echipa națională în două partide, ambele meciuri având loc în anul 2003: mai întâi, pe 30 aprilie, în victoria României în Lituania, iar apoi într-un meci cu Italia.

### În străinătate
Sezonul 2003-2004 a fost unul din primele semne ale revenirii Stelei în cupele europene. După ce a trecut cu greu de echipa bielorusă Neman Grodno în ultimul tur preliminar, Steaua București a căzut în turul întâi cu echipa engleză Southampton FC. În tur, în fața a 32.000 de spectatori prezenți pe St. Mary's Stadium din Southampton, Răducanu deschidea scorul împotriva formației britanice. Avea să egaleze în cele din urmă Kevin Phillips, iar Stelei îi era suficient și un rezultat de egalitate în meciul de la București pentru a evolua în turul următor. Iar totul era conform planului, meciul îndreptându-se către un 0-0 de care Steaua avea nevoie. Însă, până la urmă, în ultimul minut de joc, Claudiu Răducanu a marcat golul victoriei Stelei, înlăturând orice emoție. 
A urmat meciul din turul 2, cu Liverpool FC. La București, „cormoranul” Djimi Traore a deschis scorul, după un șut care l-a surprins pe portarul bielorus Vasili Hamutovski, însă același Claudiu Răducanu avea să egaleze pentru Steaua, care însă a pierdut pe Anfield, scor 0-1. După acest tur de campionat, Răducanu prindea transferul în străinătate, ajungând într-un campionat puternic, Primera Division, la formația Espanyol Barcelona. În chiar primul meci pentru Răducanu în La Liga, el a marcat golul victoriei în ultimul minut al partidei cu Villarreal CF. Pentru a-și manifesta bucuria de după marcarea golului, Răducanu și-a aruncat tricoul de joc în tribună, iar suporterii lui Espanyol, în încercarea lor de a prinde tricoul, s-au îmbulzit în gardul tribunei, care s-a prăbușit cu ei, existând câțiva răniți în urma acestui incident.
Până la urmă, Răducanu nu avea să confirme în Spania, părăsind formația Espanyol după doar 11 partide jucate pentru aceasta în prima ligă spaniolă. El avea să ajungă la formația germană Arminia Bielefeld, unde mai mult nu a jucat, bifând doar 5 partide în Bundesliga.
Pentru că avea puține șanse de a prinde primul unsprezece la Arminia, Răducanu s-a întors în România, la formația FC Vaslui. La Vaslui a avut evoluții slabe, fiind în cele din urmă cedat la echipa secundă, FCM Huși, iar apoi fiind lăsat să plece în liga secundă chineză, la Guangzhou Pharmaceutical, unde a început declinul lui Răducanu.
După experiența asiatică, Răducanu a ajuns în Cipru, la Nea Salamina, iar apoi la echipa din liga a treia italiană Sorrento Calcio. Salvarea sa părea că va fi Universitatea Cluj, formația aflată pe ultimul loc în Liga I având nevoie de un atacant care să marcheze goluri pentru a evita retrogradarea în Liga II, însă Răducanu nu a reușit mai nimic în tricoul alb-negru.
La începutul sezonului 2008-2009, Răducanu a ajuns în Azerbaidjan, la FK Khazar Lankaran. Mai joacă la echipe din ligile inferioare spaniole și revine în cele din urmă în România, la AS Milcov.